# 231841 Danielkatz
231841 Danielkatz è un asteroide della fascia principale interna. Scoperto nel 2000, presenta un’orbita caratterizzata da un semiasse maggiore di  2,4227212 UA e da un’eccentricità di  0,14608899 UA, inclinata di  2,15925711° rispetto all’eclittica.
Fa parte della famiglia di asteroidi Coronide.